# Dorcadion alexandris
Dorcadion alexandris là một loài bọ cánh cứng trong họ Cerambycidae.